# Lacus Curtius
Lacus Curtius, latin "Curtiusdammen", är belägen på nordvästra Forum Romanum i Rom. Lacus Curtius är en oregelbunden plats, som var omgiven av en låg balustrad.
Innan Roms omfattade kloaksystem Cloaca Maxima byggdes, var Forum Romanum ett sankt träskområde. I dess mitt finns en trapetsformad yta som ligger lägre än den omgivande stenläggningen och med den runda sockeln till ett brunnskar (latin puteal) i mitten. Det är resterna efter en antik brunnsanläggning. Enligt traditionen öppnade sig på detta ställe en djup spricka i marken under 300-talet f.Kr., vilket fyllde Roms invånare med fasa. Såsom ofta skedde på den tiden, tillfrågades oraklet i Delfi om vad detta kunde betyda. Oraklet menade, att endast om man åt den underjordiske offrade det högsta goda Rom kunde ha att erbjuda, skulle sprickan sluta sig igen. Guld och smycken kastades då ner i det obegripligt djupa hålet, men ingenting hjälpte.
Enligt legenden uppenbarade sig då plötsligt den unge och modige soldaten Marcus Curtius till häst i full rustning. "Krigisk tapperhet är Roms högsta goda", ropade han, satte sporrarna i hästen och störtade sig ner i avgrunden. Då skall sprickan genast ha gått ihop och endast en liten damm, Lacus Curtius, blev kvar på platsen, men torkade under tidernas lopp igen.
I närheten av Lacus Curtius fann man på 1500-talet en marmorplatta med en relief som framställer en krigare i full rustning som på sin häst störtar sig i djupet. Denna platta antas höra till det stenskrank som inramade dammen. En kopia finns att beskåda på platsen.